# Codul Lieber
Codul Lieber din 24 aprilie 1863, cunoscut și ca Ordinul General nr. 100, a fost o instrucțiune semnată de către Președintele SUA, Abraham Lincoln, forțelor Uniunii Statelor Unite în timpul Războiului Civil American, care dicta cum ar trebui să se comporte soldații în timpul războiului. Numele său provine de la cel al autorului, savantul juridic germano-american și filozoful politic Franz Lieber.

## Context istoric
Lieber luptase pentru Prusia în timpul Războaielor Napoleoniene și fusese rănit în bătălia de la Waterloo. A trăit și a învățat timp de două decenii în Carolina de Sud, unde a fost expus ororilor sclaviei. Începând din octombrie 1861, în calitate de profesor de istorie și științe politice la Universitatea Columbia, Lieber a ținut o serie de prelegeri la noua Facultate de Drept Columbia intitulată „Legile și uzanțele războiului”. El credea că metodele folosite în război trebuie să se alinieze scopurilor și că scopurile trebuie să justifice mijloacele.
În timpul Războiului Civil American, soldații s-au confruntat cu o serie de dileme etice. Lieber cunoștea despre unele din acestea din experiențele sale de război din Europa, precum și prin fiii săi (dintre care doi au luptat pentru Uniune, iar un altul au murit luptând pentru Confederație lângă Williamsburg). În timp ce se afla la Sf. Louis în căutarea unuia dintre fiii lui, care fusese rănit la Fort Donelson, Lieber s-a întâlnit cu generalul Henry Halleck, care fusese avocat în viața civilă și publicase „Legea internațională sau Regulile de reglementare a relațiilor dintre state în pace și război” la începutul anului 1861. Pe măsură ce războiul trena, tratamentul spionilor, războinicilor de gherilă și simpatizanților civili a devenit deosebit de dificil. La fel a fost și tratamentul sclavilor evadați, a căror returnare la proprietarii lor era interzisă printr-un ordin din 13 martie 1862. După ce Halleck a devenit general-șef în iulie 1862, el a a cerut părerea lui Lieber. Profesorul a răspuns cu un raport „
Grupările de gherilă analizate în conformitate cu legile și uzanțele războiului”, iar Halleck a comandat 5000 de exemplare tipărite. În aceeași vară, Lieber l-a sfătuit pe secretarul de război Edwin Stanton cu privire la „utilizarea militară a persoanelor de culoare”.
Până la sfârșitul anului, Halleck și Stanton l-au invitat pe Lieber la Washington să revizuiască Articolele de război din 1806. Printre alți membri ai comitetului de revizie s-au numărat general-maiori Ethan Allen Hitchcock, George Cadwalader și George L. Hartsuff și generalul de brigadă John Henry Martindale, însă în esență Lieber a fost lăsat să redacteze instrucțiuni pentru soldații Uniunii care se confruntă cu aceste situații. Halleck le-a editat pentru a se asigura că nimic nu este în contradicție cu Proclamația de emancipare a lui Lincoln. Ulterior, Lincoln le-a emis în aprilie 1863.

## Legături externe
- The full text of the Lieber Code
- The full text of the Lieber Code at the Yale Avalon Project
- Text of the Law of War Manual alternate link